# Onefootball
OneFootball — немецкая футбольная медиа-компания. Приложение OneFootball содержит футбольные результаты, статистику и новости из 200 лиг на 12 разных языках, о которых сообщает отдел новостей, расположенный в Берлине. В 2019 году OneFootball заключила контракт с Eleven Sports на получение права на прямую трансляцию в приложении La Liga в Великобритании и со Sky на трансляцию матчей 2-й Бундеслиги и DFB-Pokal в Германии. В 2020 году OneFootball купил основанный клубом видеофорум Dugout. Говоря о сделке с Bloomberg, генеральный директор OneFootball Лукас фон Кранах сказал, что этот шаг «принесет пользу всей футбольной индустрии, поскольку клубы, федерации и лиги смогут расширить охват аудитории и использовать наши аналитические данные, для более глубокого понимания участия своих болельщиков».

## История
Компания была основана под названием Motain Лукасом фон Кранахом в Бохуме в 2008 году. В 2009 году фон Кранах запустил iLiga (Футбольное приложение за рубежом). После переезда в новую штаб-квартиру в Берлине компания Motain и её продукты (iLiga and THE football app) были объединены под названием OneFootball. 7 сентября 2016 года компания OneFootball была представлена на презентации Apple в Сан-Франциско, посвященной выпуску watchOS 3. 15 декабря 2020 года компания приобрела мультимедийный форум Dugout, основанный множеством крупнейших клубов Европы, за более чем 61 миллион долларов. В мае 2022 года OneFootball привлекла 300 миллионов евро в рамках раунда финансирования серии D под руководством Liberty City Ventures, в котором приняли участие Animoca Brands, Dapper Labs, DAH Beteiligungs GmbH, Quiet Capital, RIT Capital Partners, Senator Investment Group и Alsara Investment Group.